# Sălăgeni (okręg Jassy)
Sălăgeni – wieś w Rumunii, w okręgu Jassy, w gminie Grozești. W 2011 roku liczyła 73 mieszkańców.